# Aristolochia variifolia
Aristolochia variifolia är en piprankeväxtart som beskrevs av Pierre Étienne Simon Duchartre. Aristolochia variifolia ingår i släktet piprankor, och familjen piprankeväxter. Inga underarter finns listade i Catalogue of Life.